# Die Herberge zur 6. Glückseligkeit
Die Herberge zur 6. Glückseligkeit (Originaltitel: The Inn of the Sixth Happiness, Alternativtitel: Die Herberge zur sechsten Glückseligkeit) ist ein britisch-US-amerikanisches Filmdrama aus dem Jahr 1958 unter der Regie von Mark Robson. Die Hauptrollen sind mit Ingrid Bergman, Curd Jürgens und Robert Donat besetzt. Der Film beruht auf den Erlebnissen der britischen Missionarin Gladys Aylward. Der daraus entstandene Roman Die Herberge zur Sechsten Glückseligkeit. Eine unbegabte Frau in China (Originaltitel: The Small Woman) von Alan Burgess, erstmals erschienen 1957 in London, diente als Vorlage für das Drehbuch.

## Handlung
Die unerfahrene Gladys Aylward kommt nach London, weil sie sich bei einer Missionsgesellschaft als Missionarin für China bewerben will. Wegen ihrer angeblich mangelhaften Qualifizierung wird sie jedoch vom Missionsleiter Dr. Robinson abgelehnt. Stattdessen tritt sie auf seine Empfehlung hin eine Stellung als Hausmädchen bei einem adligen Chinaforscher an und beginnt für ein Ticket der Transsibirischen Eisenbahn zu sparen, um mit eigenen Mitteln nach China fahren zu können. Aus Kostengründen will sie die gefährlichere Landroute nehmen. Ihr zunächst skeptischer Arbeitgeber unterstützt sie bei ihrem Vorhaben.
In China angekommen, fährt Gladys in die Stadt Yangcheng. Dort ist sie bei der Missionsstation der alten Jeannie Lawson angemeldet, die ihren Gästen nicht nur eine warme Mahlzeit vorsetzt, sondern auch Geschichten aus der Bibel erzählt. Hier lernt sie den halbchinesischen Offizier Lin Nan kennen, der sie zunächst ablehnt und ihr empfiehlt, China wieder zu verlassen. Gladys wird jedoch sehr bald zu einem Teil der chinesischen Gesellschaft und als Jeannie Lawson bei einem Unfall ums Leben kommt, übernimmt sie deren Aufgaben.
Gladys wird vom Mandarin der Stadt als Fußinspektorin eingestellt, sie soll sicherstellen, dass den Mädchen die Füße nicht mehr gewickelt werden. Dieses unpopuläre Amt bringt viele Schwierigkeiten mit sich. Gladys meistert die ihr übertragenen Aufgaben sehr erfolgreich, zudem gelingt es ihr durch ihren Mut, eine Gefängnisrevolte zu beenden. Ihr Ansehen bei der Bevölkerung und auch bei den Verantwortlichen der Stadt steigt. Als sich der Japanisch-Chinesische Krieg anbahnt, begleitet der Offizier Lin Nan sie bei einer Inspektionsreise. Eine zarte Liebesgeschichte bahnt sich an.
Dann wird China von den Japanern besetzt. Lin Nan beschwört Gladys, die Stadt zu verlassen, sie weigert sich aber vehement. Als das Stadtgebiet, wo Gladys sich mit 50 Kindern in einem Keller verborgen hält, angegriffen wird, spitzt sich die Situation zu. Noch bevor die Stadt evakuiert werden muss, will der Mandarin zum Christentum konvertieren. Gladys, die darüber erfreut ist, muss sich jedoch zuerst um die Kinder kümmern. Sie wird dabei von Li unterstützt, der eine Gefängnisrevolte angezettelt hatte. Gladys erfährt, dass in der Nachbarprovinz Lastwagen, die schon in drei Wochen die Gegend verlassen sollen, zur Evakuierung bereitstehen.
Während der Vorbereitungen zum Aufbruch stoßen weitere 50 Waisenkinder aus einer Nachbarstadt zu ihnen. Nun müssen Gladys und Li 100 Kinder auf einem langen Marsch quer durchs Land führen. Lin Nan warnt Gladys gerade noch rechtzeitig, dass die Straßen vom japanischen Militär überwacht werden. Beide verabschieden sich in dem Bewusstsein einer ungewissen Zukunft. Gladys und Li und den Kindern steht nun ein noch schwierigerer Weg bevor, da sie durchs Gebirge müssen. Um die Kinder vor einer japanischen Patrouille zu retten, opfert Li sein Leben. Die Gruppe kommt gerade noch rechtzeitig, am Tag der Abfahrt, an ihrem Ziel an. Als sie in die Stadt einziehen, singen sie das Lied This Old Man. Gladys wird von Dr. Robinson begrüßt. Obwohl man ihr die Möglichkeit bietet, nach England zurückzukehren, denkt sie nicht eine Sekunde darüber nach, längst hat sie den Platz gefunden, wo sie sein will.

## Produktion

### Produktionsnotizen, Hintergrund
Ursprünglich war geplant worden, den Film vor Ort in Formosa zu drehen, was sich aber zerschlug, sodass der Film im Zeitraum Mitte März bis Mitte Juli 1958 in Großbritannien gedreht wurde. Die Außenaufnahmen entstanden in Wales. Die chinesische Stadt Yang Chen wurde in den Borehamwood-Studios bei London nachgebaut. Das Lied This Old Man, das am Schluss gesungen wird, wurde nach der Veröffentlichung des Films ein Hit. In England ist der Song besser bekannt unter dem Titel The Children's Marching Song oder auch Nick Nack Song. Für Robert Donat war es der letzte Film, in dem er mitspielte. Er starb – kurz nach den Dreharbeiten – am 9. Juni 1958 an den Folgen eines schweren Asthma-Anfalls, nachdem man bei ihm kurz zuvor noch einen Hirntumor entdeckt hatte. Der Film stellt zudem Buddy Adlers letzte Produktion dar. Er starb am 12. Juli 1958. Die Arbeitstitel des Films lauteten: The Inn of the Eighth Happiness und The Small Woman. Der Film eröffnet sinngemäß mit den Worten: „Diese Geschichte beruht auf dem Leben von Gladys Aylward, einer Frau unserer Zeit, die daran glaubt, dass wir alle füreinander verantwortlich sind.“
Gladys Aylward (1902–1970), deren Lebensgeschichte hier nacherzählt wird, war über die Ungenauigkeit des Films sehr aufgebracht, sodass sie sich von ihm distanzierte. So wertete sie beispielsweise die Hollywood-typischen Liebesszenen als rufschädigend, zumal sie nie einen Mann geküsst habe. Die Zeitschriften Hollywood Citizen-News und Los Angeles Herald Express berichteten seinerzeit, dass Aylward den Film als „gebündelte Lüge“ bezeichnet und behauptet habe, dass das Studio ihr das fertige Drehbuch nicht vorgelegt habe. Sie soll sich entrüstet haben, dass ihr Name ohne ihre Erlaubnis verwendet worden sei und nun mit dieser bösen Frau (womit sie Ingrid Bergman nicht nur in ihrer Rolle meinte) verbunden sei. Insoweit bezog sie sich vermutlich auf den Skandal, der ausbrach, als Bergman ihren Mann und ihre Tochter für den italienischen Regisseur Roberto Rossellini verließ. Obwohl Aylward dem Studio diverse Protestbriefe geschrieben haben soll, gibt es keinen Beweis dafür, dass sie dieses jemals verklagt hat. Die Frau, die in China als Nationalheldin verehrt wird, eröffnete 1958 in Taiwan ein Waisenhaus, das sie bis zu ihrem Tod 1970 führte.
Lorraine LoBianco stellte auf die internationale Besetzung ab, in der die Schwedin Ingrid Bergman ein englisches Mädchen und der Engländer Robert Donat einen Mandarin spiele, der zum Christentum bekehrt werde. Für die Rolle des eurasisch-chinesischen Armeeoffiziers, die dann an den Österreicher Curd Jürgens ging, war ursprünglich der Schotte Sean Connery im Gespräch. Die Kinder im Film stammten aus der chinesischen Gemeinde in Liverpool, einer der größten in Europa. Eines dieser Kinder war Perry Lee, der später äußerte, er habe sehr gute Erinnerungen an den Film und die Erfahrungen, die er dort gemacht habe. Lee war damals drei Jahre alt, sein viereinhalbjähriger Bruder William wirkte ebenfalls im Film mit. Ihre Gage habe 12,50 pro Woche betragen, was damals viel Geld gewesen sei. Die Filmarbeit sei unglaublich spannend gewesen, aber nicht immer leicht. Die Kinder durften keine Schuhe tragen, wenn sie Glück hatten, um die Füße gewickelte Lumpen, die dann aber mit roter Farbe eingefärbt worden seien, um so blutende Füße zu simulieren. Auch hätten sie während mancher Flugaufnahmen in Kuhfladen tauchen müssen. Der Kameras seien sie sich eher nicht bewusst gewesen. Seine große Szene sei diejenige am Fluss gewesen, als Ingrid Bergman ihn getragen habe.

### Musiktitel
- The Children’s Marching Song (This Old Man), traditionelle Weise, Arrangement: Malcolm Arnold
gesungen von Ingrid Bergman und einem Kinderchor
- Onward, Christian Soldiers, Musik: Arthur Sullivan, Text: Sabine Baring-Gould
gesungen von Ingrid Bergman während der Fahrt in der Transsibirischen Eisenbahn

### Veröffentlichung
Der Film hatte am 23. November 1958 in London, am 13. Dezember 1958 in New York und am 17. Dezember 1958 in Los Angeles Premiere. In der Bundesrepublik Deutschland lief er am 19. Dezember 1958 an. Veröffentlicht wurde er außerdem in Schweden, Finnland, den Niederlanden, Japan, Argentinien, Spanien (Madrid, Barcelona), Dänemark und in der Türkei. Des Weiteren lief er in Bulgarien, Brasilien, Frankreich, Griechenland, Ungarn, Italien, Polen, Portugal und in der Sowjetunion.
Am 6. März 2003 gab Twentieth Century Fox den Film mit einer deutschen Tonspur auf DVD heraus.

## Historie
Als Zweiter Japanisch-Chinesischer Krieg wird eine umfassende Invasion der Japaner in China bezeichnet, die am 7. Juli 1937 begann und bis zum 9. September 1945 dauerte. Der Krieg war Teil des Zweiten Weltkriegs. In China wird dieser Krieg auch als Krieg des Widerstands bezeichnet. Nachdem Japan kapitulierte, bedeutete das auch in China das Kriegsende.

## Kritik

### Kritik zur Zeit des Filmstarts
Bosley Crowther, der Kritiker der New York Times war der Ansicht, Ingrid Bergmans Art aufrichtige Gefühle zu vermitteln, sei sehr berührend. Weiter schrieb er, Fräulein Bergman sei zwar schön, aber wirke ein bisschen matronenhaft und pummelig. Die Geschichte sei zwar gut anzuschauen, aber eben nicht mehr. Die Drehbuchautorin Isobel Lennart, die sich an der Biographie von Gladys Aylward orientiert habe, gebe keinen Aufschluss darüber, wie die Heldin wirklich ticke. Curd Jürgens fand Crowther „bemerkenswert“, Robert Donat raffiniert und königlich als alter Mandarin. Athene Seyler gebe eine warme und mit trockenem Humor versehene Missionarin, und Ronald Squire und Moultrie Kelsall lieferten ein besonders gutes Ergebnis in ihren Rollen ab. Sowohl Einstellungen als Außenlandschaft, die vorgaukele, man sei in China, seien in Ordnung. Die lange Wanderung der Kinder durch schroffe Felsen sei glaubwürdig und diese Szenen die bewegendsten und unvergesslichsten des Films.
Das Branchenblatt Variety befand, Ingrid Bergman spiele ihre Rolle brillant und mit Humor und vermittle den Eindruck aufrichtiger Hingabe. Robert Donat biete als scharfsinniger, aber gutartiger Mandarin eine herausragende Leistung.
The United States Conference of Catholic Bishops bescheinigte Ingrid Bergman in ihrer Rolle als Missionarin eine von Wärme und Mitgefühl getragene Leistung, die glaubhaft Geduld, Selbstlosigkeit und Aufrichtigkeit vermittle, was letztlich auch den Mandarin und seine Leute sowie den zynischen eurasischen Armeeoffizier zum Umdenken bringe. Ungeachtet spannender Momente und Kriegsgewalt handele es sich um einen reich lohnenden Familienfilm.

### Spätere Kritik
Das Lexikon des internationalen Films urteilte über den Film: „Der zugleich abenteuerliche, gefühlvolle und erbauliche Unterhaltungsfilm interessiert vor allem durch gute Darstellung und das nicht alltägliche Milieu. Sein angedeuteter ethischer Wert verliert sich indes weithin in der Naivität, mit der ihn die Geschichte zu vermitteln versucht.“
Die Fernsehzeitschrift Prisma sprach von einem mit Ingrid Bergman, Curd Jürgens und Robert Donat „erstklassig besetzt[en]“ Film. Weiter hieß es, „das Werk fessel[e] durch seine Wirklichkeitsnähe und menschliche, für heutige Verhältnisse aber recht kitschige Dramatik“.
Im Filmmagazin Cinema war zu lesen: „Dieser herrlich kitschige CinemaScope-Schinken schickt Ingrid Bergman […] als Missionarin auf eine beschwerliche Reise durch China.“ Fazit: „Großes Gefühlskino alter Schule.“

## Auszeichnungen
- Oscar-Nominierung für Mark Robson in der Kategorie „Bester Regisseur“
- Golden Globe als bester Beitrag für die internationale Verständigung. Hinzu kamen Nominierungen für Bergman und Donat in der Kategorie „Beste Darsteller in einem Drama“.
- Donat wurde vom National Board of Review (NBR) posthum mit einem Spezialpreis ausgezeichnet. Bergman bekam den „NBR Award“ in der Kategorie „Beste Darstellerin“.